# دیوید پاول
دیوید پاول (انگلیسی: David Powell؛ ۱۷ دسامبر ۱۸۸۳ – ۱۶ آوریل ۱۹۲۵) بازیگر اهل بریتانیا بود.
از فیلم‌هایی که وی در آن نقش داشته‌است، می‌توان به دروغ، ظواهر، دروغ خطرناک، شاهزاده نیویورک، جید اسپانیایی، بومرنگ عشق و جاده مرموز اشاره کرد.